# Can't Help Falling in Love
Can't Help Falling in Love is een nummer van de Amerikaanse zanger Elvis Presley. Het nummer verscheen op de soundtrack van zijn film Blue Hawaii uit 1961. Op 1 oktober van dat jaar werd het nummer uitgebracht als de enige single van het album. Het nummer is gecoverd door veel artiesten, waaronder UB40 in 1993, die er onder meer in het Verenigd Koninkrijk, de Verenigde Staten en Nederland een nummer 1-hit mee scoorden.

## Versie Elvis Presley
"Can't Help Falling in Love" is geschreven door Hugo Peretti, Luigi Creatore en George David Weiss. De melodie is gebaseerd op "Plaisir d'amour", gecomponeerd door Jean Paul Egide Martini in 1784. Het werd voor het eerst opgenomen door Elvis Presley voor zijn film Blue Hawaii uit 1961. Het behaalde de nummer 1-positie in het Verenigd Koninkrijk. In de Verenigde Staten werd de tweede plaats bereikt, maar in de Adult Contemporary-lijst stond het wel zes weken op nummer 1.
Tijdens Presley's optredens in de jaren '60 en '70 werd het nummer gebruikt als afsluiter. Ook zong hij het in zijn NBC-special in 1968 en tijdens het live en wereldwijd op tv uitgezonden concert Aloha from Hawaii in 1973. Een nieuwe, snellere versie was de afsluiter van Presley's laatste tv-special Elvis in Concert op 19 juni 1977, en was het laatste nummer dat hij ooit live zong op 26 juni 1977, twee maanden voor zijn overlijden.
In 2015 werd een nieuwe versie van het nummer gebruikt op het album If I Can Dream ter gelegenheid van de tachtigste geboortedag van Presley. Deze versie gebruikte de originele vocalen van Presley en zijn achtergrondzangers, maar bevatte nieuwe orkestrale muziek door het Royal Philharmonic Orchestra.

### Evergreen Top 1000
| Jaar    | 2008 | 2009 | 2010 | 2011 | 2012 | 2013 | 2014 | 2015 | 2016 | 2017 | 2018 | 2019 | 2020 | 2021 | 2022 | 2023 |
| ------- | ---- | ---- | ---- | ---- | ---- | ---- | ---- | ---- | ---- | ---- | ---- | ---- | ---- | ---- | ---- | ---- |
| Positie | 65   | 46   | 39   | 39   | 34   | 65   | 68   | 55   | 117  | 122  | 194  | 215  | 134  | 212  | 199  | 181  |

### NPO Radio 2 Top 2000
| Nummer met noteringen in de NPO Radio 2 Top 2000 | '99 | '00 | '01 | '02 | '03 | '04 | '05 | '06 | '07 | '08 | '09 | '10 | '11 | '12 | '13 | '14 | '15 | '16 | '17 | '18 | '19 | '20 | '21 | '22 | '23 | '24 |
| ------------------------------------------------ | --- | --- | --- | --- | --- | --- | --- | --- | --- | --- | --- | --- | --- | --- | --- | --- | --- | --- | --- | --- | --- | --- | --- | --- | --- | --- |
| Can't Help Falling in Love                       | 273 | -   | 835 | 927 | 528 | 772 | 681 | 611 | 649 | 635 | 627 | 731 | 845 | 894 | 811 | 932 | 784 | 670 | 487 | 322 | 353 | 380 | 375 | 309 | 315 | 398 |

1. ↑  Een '-' betekent dat het nummer niet was genoteerd en een vetgedrukt getal geeft de hoogste notering aan.

## Versie UB40
In 1993 werd "Can't Help Falling in Love" gecoverd door de Britse reggaeband UB40 op hun album Promises and Lies. Op 10 mei 1993 werd dit nummer uitgebracht als de eerste single van het album. Het behaalde de nummer 1-positie in zowel de Verenigde Staten, waar het zeven weken op deze positie stond, en in thuisland het Verenigd Koninkrijk, waar het twee weken de hoogste plaats bezette in de UK Singles Chart. Verder werd het een nummer 1-hit in vele andere landen, waaronder Nederland en België.
In Nederland was de plaat in week 19 van 1993 Megahit op Radio 3 en behaalde de nummer 1-positie in zowel de Nederlandse Top 40 als de destijds nieuwe hitlijst op Radio 3, de Mega Top 50. In België bereikte de single eveneens de nummer 1-positie in zowel de Vlaamse Ultratop 50 als de Vlaamse Radio 2 Top 30.
Nog voordat het album werd uitgebracht, verscheen het nummer op de soundtrack van de film Sliver. Daarnaast kwam het voor in de trailer voor de film Fools Rush In uit 1997, waarvan de titel is gebaseerd op een regel uit het nummer. Tevens kwam het voor in de film Speed 2: Cruise Control, waarin de band zichzelf speelde en naast "Can't Help Falling in Love" ook hun destijds nieuwe single "Tell Me Is It True" ten gehore bracht.

### Nederlandse Top 40
| Hitnotering: 22-05-1993 t/m 11-09-1993 | Hitnotering: 22-05-1993 t/m 11-09-1993 | Hitnotering: 22-05-1993 t/m 11-09-1993 | Hitnotering: 22-05-1993 t/m 11-09-1993 | Hitnotering: 22-05-1993 t/m 11-09-1993 | Hitnotering: 22-05-1993 t/m 11-09-1993 | Hitnotering: 22-05-1993 t/m 11-09-1993 | Hitnotering: 22-05-1993 t/m 11-09-1993 | Hitnotering: 22-05-1993 t/m 11-09-1993 | Hitnotering: 22-05-1993 t/m 11-09-1993 | Hitnotering: 22-05-1993 t/m 11-09-1993 | Hitnotering: 22-05-1993 t/m 11-09-1993 | Hitnotering: 22-05-1993 t/m 11-09-1993 | Hitnotering: 22-05-1993 t/m 11-09-1993 | Hitnotering: 22-05-1993 t/m 11-09-1993 | Hitnotering: 22-05-1993 t/m 11-09-1993 | Hitnotering: 22-05-1993 t/m 11-09-1993 | Hitnotering: 22-05-1993 t/m 11-09-1993 | Hitnotering: 22-05-1993 t/m 11-09-1993 |
| Week                                   | 1                                      | 2                                      | 3                                      | 4                                      | 5                                      | 6                                      | 7                                      | 8                                      | 9                                      | 10                                     | 11                                     | 12                                     | 13                                     | 14                                     | 15                                     | 16                                     | 17                                     |                                        |
| -------------------------------------- | -------------------------------------- | -------------------------------------- | -------------------------------------- | -------------------------------------- | -------------------------------------- | -------------------------------------- | -------------------------------------- | -------------------------------------- | -------------------------------------- | -------------------------------------- | -------------------------------------- | -------------------------------------- | -------------------------------------- | -------------------------------------- | -------------------------------------- | -------------------------------------- | -------------------------------------- | -------------------------------------- |
| Nummer                                 | 29                                     | 12                                     | 7                                      | 4                                      | 3                                      | 1                                      | 1                                      | 1                                      | 1                                      | 1                                      | 2                                      | 3                                      | 5                                      | 8                                      | 12                                     | 20                                     | 35                                     | uit                                    |

### Mega Top 50
| Hitnotering: 22-05-1993 t/m 18-09-1993 | Hitnotering: 22-05-1993 t/m 18-09-1993 | Hitnotering: 22-05-1993 t/m 18-09-1993 | Hitnotering: 22-05-1993 t/m 18-09-1993 | Hitnotering: 22-05-1993 t/m 18-09-1993 | Hitnotering: 22-05-1993 t/m 18-09-1993 | Hitnotering: 22-05-1993 t/m 18-09-1993 | Hitnotering: 22-05-1993 t/m 18-09-1993 | Hitnotering: 22-05-1993 t/m 18-09-1993 | Hitnotering: 22-05-1993 t/m 18-09-1993 | Hitnotering: 22-05-1993 t/m 18-09-1993 | Hitnotering: 22-05-1993 t/m 18-09-1993 | Hitnotering: 22-05-1993 t/m 18-09-1993 | Hitnotering: 22-05-1993 t/m 18-09-1993 | Hitnotering: 22-05-1993 t/m 18-09-1993 | Hitnotering: 22-05-1993 t/m 18-09-1993 | Hitnotering: 22-05-1993 t/m 18-09-1993 | Hitnotering: 22-05-1993 t/m 18-09-1993 | Hitnotering: 22-05-1993 t/m 18-09-1993 | Hitnotering: 22-05-1993 t/m 18-09-1993 |
| Week                                   | 1                                      | 2                                      | 3                                      | 4                                      | 5                                      | 6                                      | 7                                      | 8                                      | 9                                      | 10                                     | 11                                     | 12                                     | 13                                     | 14                                     | 15                                     | 16                                     | 17                                     | 18                                     |                                        |
| -------------------------------------- | -------------------------------------- | -------------------------------------- | -------------------------------------- | -------------------------------------- | -------------------------------------- | -------------------------------------- | -------------------------------------- | -------------------------------------- | -------------------------------------- | -------------------------------------- | -------------------------------------- | -------------------------------------- | -------------------------------------- | -------------------------------------- | -------------------------------------- | -------------------------------------- | -------------------------------------- | -------------------------------------- | -------------------------------------- |
| Positie                                | 39                                     | 16                                     | 7                                      | 2                                      | 2                                      | 1                                      | 1                                      | 1                                      | 1                                      | 2                                      | 2                                      | 3                                      | 3                                      | 6                                      | 8                                      | 15                                     | 24                                     | 39                                     | uit                                    |

### NPO Radio 2 Top 2000
| Nummer met noteringen in de NPO Radio 2 Top 2000 | '99 | '00 | '01  | '02  | '03  | '04  | '05  | '06  | '07  | '08  | '09 | '10  | '11  | '12  | '13  | '14  | '15  |
| ------------------------------------------------ | --- | --- | ---- | ---- | ---- | ---- | ---- | ---- | ---- | ---- | --- | ---- | ---- | ---- | ---- | ---- | ---- |
| Can't Help Falling in Love                       | 985 | -   | 1387 | 1273 | 1379 | 1210 | 1350 | 1602 | 1591 | 1458 | -   | 1799 | 1733 | 1958 | 1701 | 1940 | 1856 |

1. ↑  Een '-' betekent dat het nummer niet was genoteerd en een vetgedrukt getal geeft de hoogste notering aan.
2. ↑  Deze tabel is bijgewerkt tot en met de meest recente editie (2024).

## Overige versies
In 1970 werd "Can't Help Falling in Love" in een uptempo-versie opgenomen door Andy Williams, die hiermee de derde plaats behaalde in het Verenigd Koninkrijk en de 21e plaats in Nederland. De versie van Al Martino bereikte de 51e plaats in de Verenigde Staten. Lick the Tins stond in 1985 negen weken met het nummer in de Britse hitlijsten. Corey Hart scoorde in 1987 met zijn opname een nummer 1-hit in zijn thuisland Canada. In 2002 nam A*Teens het nummer op voor de soundtrack van de film Lilo & Stitch en behaalde de twaalfde plaats in hun thuisland Zweden, alsmede een vijftigste plaats in de Nederlandse Mega Top 100. Ingrid Michaelson werd in 2008 met haar cover genomineerd voor een American Music Award in de categorieën "Favorite Pop/Rock Single" en "Independent Music Award for Best Song – Cover".

### Hitnoteringen Andy Williams

#### Nederlandse Top 40
| Hitnotering: 25-04-1970 t/m 23-05-1970 | Hitnotering: 25-04-1970 t/m 23-05-1970 | Hitnotering: 25-04-1970 t/m 23-05-1970 | Hitnotering: 25-04-1970 t/m 23-05-1970 | Hitnotering: 25-04-1970 t/m 23-05-1970 | Hitnotering: 25-04-1970 t/m 23-05-1970 | Hitnotering: 25-04-1970 t/m 23-05-1970 |
| Week                                   | 1                                      | 2                                      | 3                                      | 4                                      | 5                                      |                                        |
| -------------------------------------- | -------------------------------------- | -------------------------------------- | -------------------------------------- | -------------------------------------- | -------------------------------------- | -------------------------------------- |
| Nummer                                 | 31                                     | 22                                     | 21                                     | 28                                     | 39                                     | uit                                    |

#### Hilversum 3 Top 30
| Hitnotering: 02-05-1970 t/m 16-05-1970 | Hitnotering: 02-05-1970 t/m 16-05-1970 | Hitnotering: 02-05-1970 t/m 16-05-1970 | Hitnotering: 02-05-1970 t/m 16-05-1970 | Hitnotering: 02-05-1970 t/m 16-05-1970 |
| Week                                   | 1                                      | 2                                      | 3                                      |                                        |
| -------------------------------------- | -------------------------------------- | -------------------------------------- | -------------------------------------- | -------------------------------------- |
| Positie                                | 27                                     | 22                                     | 24                                     | uit                                    |

### Hitnoteringen A*Teens

#### Mega Top 100
| Hitnotering: 24-08-2002 t/m 07-09-2002 | Hitnotering: 24-08-2002 t/m 07-09-2002 | Hitnotering: 24-08-2002 t/m 07-09-2002 | Hitnotering: 24-08-2002 t/m 07-09-2002 | Hitnotering: 24-08-2002 t/m 07-09-2002 |
| Week                                   | 1                                      | 2                                      | 3                                      |                                        |
| -------------------------------------- | -------------------------------------- | -------------------------------------- | -------------------------------------- | -------------------------------------- |
| Positie                                | 68                                     | 50                                     | 56                                     | uit                                    |